# Église Saint-Mazeran de Broût-Vernet
L'église Saint-Mazeran est une église située à Broût-Vernet dans le département de l'Allier, en France. Église paroissiale des XIe et XIIe siècles, elle est inscrite aux monuments historiques. Elle est de style roman auvergnat et fait partie des sites clunisiens d'Europe et de la route des églises peintes du Bourbonnais.

## Localisation
L'église est située en bordure du bourg de la commune de Broût-Vernet, dans le sud du département français de l'Allier, à une vingtaine de kilomètres au nord-ouest de Vichy.

## Description
Le plan de l'église est de type basilical avec un chœur fermé par une abside en hémicycle, une nef et des bas-côtés à cinq travées sans transept, chaque bas-côté étant fermé par une absidiole. La plupart des voûtes et des arcades datent probablement de la fin de l'époque romane.
Dans le chœur se trouve une peinture murale datant de 1530-1540 et représentant saint Mazeran. Selon la tradition, il est l'auteur des plans de l'église originale, il est donc représenté avec les attributs de l'architecte, une équerre et un fil à plomb sur un des vitraux datant du XIXe siècle. 
Un vitrail de 1906 représentant sainte Élisabeth, réalisé par le maître verrier chartrain Charles Lorin est répertorié à l'Inventaire général du patrimoine culturel. 
Le clocher actuel sur le bas-côté sud date de 1840, le précédent ayant disparu.  
L'autel en marbre date du XVIIIe siècle.
Un sarcophage en grès, dit « sarcophage de saint Mazeran » et datant probablement de l'époque mérovingienne, est exposé dans l'église.

## Historique

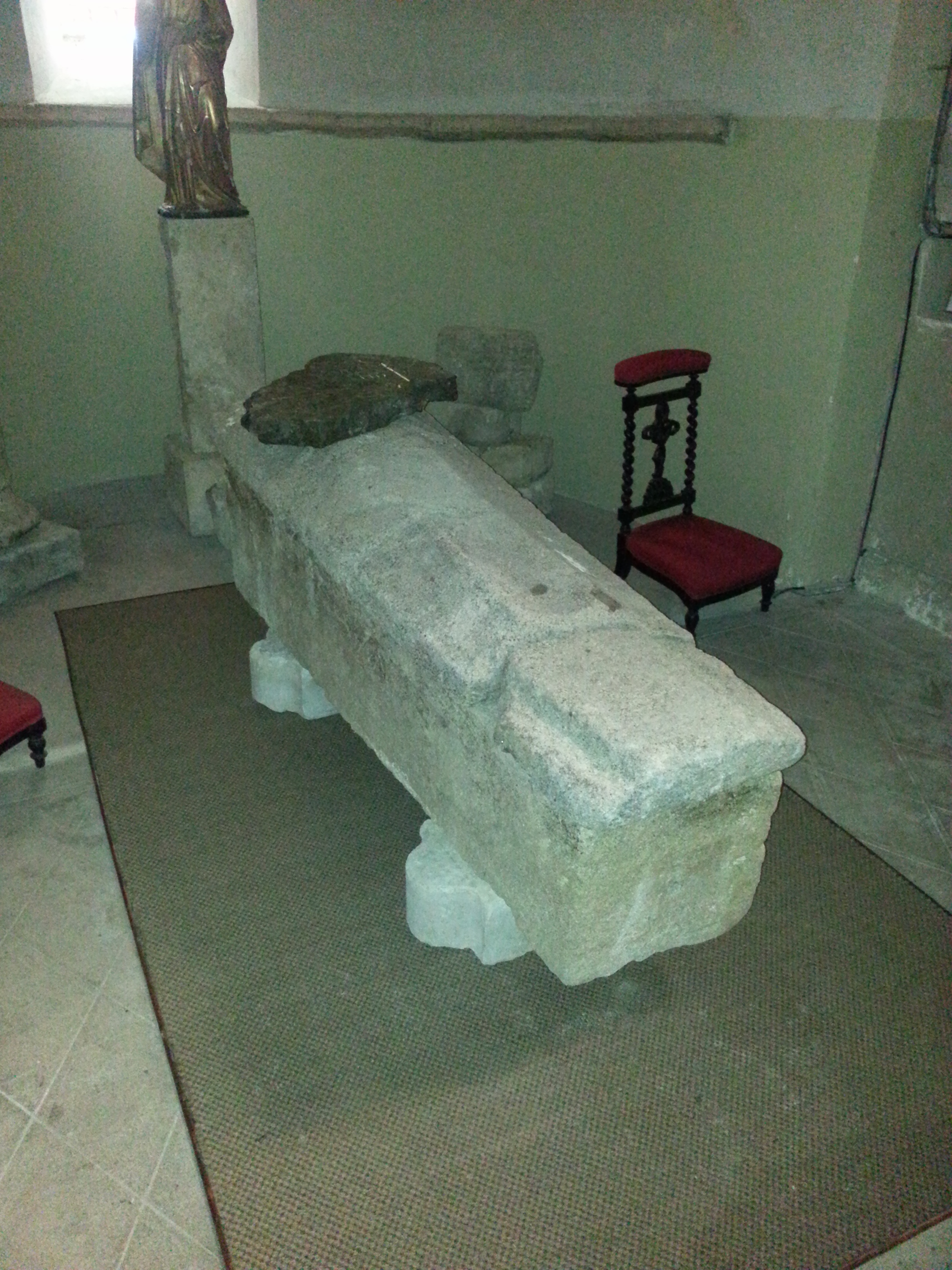
Sarcophage dit de saint Mazeran.

L'église fut édifiée vers 1070, au lieu-dit de Brout,  par les seigneurs d'Escoles et de la région, les Majoran. Dans la seconde moitié du Xe siècle, Théobald (baldus)  Majoran, plus connu sous le nom de saint Mazeran, entre en religion et entreprend la construction d'une église , rattaché à prieuré clunisien la région, à Souvigny. Selon la légende, il aurait lui-même dressé les plans de l'église. A une date incertaine, elle fut érigée en prieuré
Agrandie et remaniée en 1168, elle devint alors église paroissiale. Les paroisses de Broût et Vernet dépendaient avant la Révolution du diocèse de Clermont. Vendue en 1796, l'église fut rachetée sous le Consulat par Claude Bourgoing, curé du Vernet, qui n'ayant pas d'église dans sa paroisse y célébra les messes à partir de 1803.
L'édifice, sauf le clocher, est inscrit au titre des monuments historiques en 1933.
En 1974, lors de fouilles dans le chœur, un sarcophage en grès de forme trapézoïdale, caractéristique de l'époque mérovingienne, a été mis au jour. Sa cuve monobloc était vide, et son couvercle brisé en quatre. Une plaque en marbre brisée a également été retrouvée, datant elle du XVIIIe siècle et de même facture que l'autel avec l'inscription « SAINT MAGERAND ». Le sarcophage est exposé depuis 2005 dans l'église.